# Bonnet Plume
Il Bonnet Plume è un fiume del Canada, lungo circa 350 chilometri. Esso nasce sui Monti Mackenzie, nello Yukon, scorre  verso nord e poi confluisce nel fiume Peel.

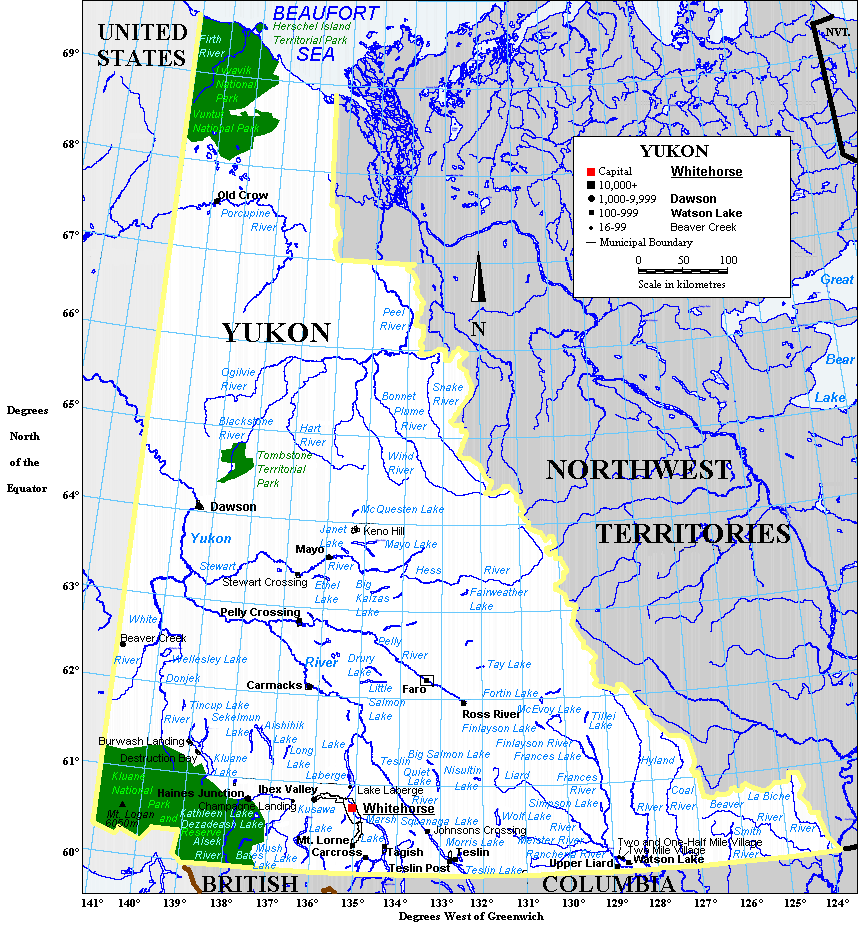
Mappa idrografica dello Yukon, il Bonnet Plume è visibile in alto a destra